# Abdelkrim El Khatib
Pour les articles homonymes, voir El Khatib.
Ne doit pas être confondu avec Abdelkrim el-Khattabi.
Abdelkrim El Khatib (en arabe : عبد الكريم الخطيب ; en berbère : ⵄⴱⴷ ⵍⴽⵔⵉⵎ ⵍⵅⴰⵟⵉⴱ) est un médecin et homme politique marocain, né le 2 mars 1921 à El Jadida (Maroc), et mort le 28 septembre 2008 à Rabat, à l'âge de 87 ans.

## Parcours
Il commence sa carrière politique au sein de l'Istiqlal. Il crée avec Mahjoubi Aherdane en 1957 le Mouvement populaire, il en sera exclu. En 1967, il crée avec Benabdellah El Ouggouti son propre parti le Mouvement populaire démocratique et constitutionnel (MPDC). En 1996, il arrime à son parti Abdel-Ilah Benkiran et son Mouvement de l'unicité et de la réforme (MUR) regroupant plus de 200 associations. Ce dernier, adossé au MPDC deviendra en 1998 le Parti de la justice et du développement (PJD).
Il a été le premier chirurgien du Maroc contemporain, après avoir suivi des études de médecine en Algérie à cause de la guerre puis en France lorsque celle-ci est finie ; et le premier président de la Chambre des représentants du Parlement marocain en 1963, poste qu'il a conservé jusqu'à juin 1965. Il a été ministre de l'Emploi et des Affaires sociales du Maroc le 27 mai 1960 lors du Gouvernement Mohammed V. Le 26 février 1961, il a été reconduit au même poste sous le Gouvernement Hassan II 1. Le 2 juin 1961, il a été nommé ministre d'État chargé des Affaires africaines. Le remaniement ministériel lui donnera les deux postes de ministre chargé des Affaires africaines et ministre de la Santé publique. Le 5 janvier 1963, il a repris le poste de ministre d'État chargé des Affaires africaines et ministre de la Santé publique. Il est le fondateur du Parti de la justice et du développement en 1998. Il fut le premier chirurgien marocain formé en France et officia en tant que médecin du roi Mohammed V. Des attaches familiales le lient au Palais.

## Résistance armée
Abdelkrim El Khatib a contribué à l'aide de la libération de l'Afrique du Sud en accueillant Mandela au Maroc et en lui fournissant des armes, de l'argent et de l'entrainement pour ses hommes armés. Un discours historique[réf. souhaitée] a été fait[Quand ?][Où ?] par Mandela pour remercier Abdelkrim El Khatib et le Maroc pour son aide précieuse pour la libération de l'Afrique du Sud.

## Famille
- Il nait d'un père algérien originaire de Mascara[6] et d'une mère marocaine
- Il est l'oncle de Mohamed Saâd Hassar, Hosni Benslimane et Moulay Ismaïl Alaoui.
- Il est cousin du Dr Youcef Khatib, ancien commandant de la wilaya IV du FLN (Algérois) durant la guerre d'Algérie[7].
- Il est l'un des petits fils de M'hammed El Guebbas, grand vizir sous Moulay Youssef entre 1913 et 1917[8]

## Distinctions
- Grand officier de l'ordre du trône (2006)[9].

## Décès
Il décède le 28 septembre 2008 à Rabat, à l'âge de 87 ans.

## Mémoire
- Création de la fondation Dr Abdelkrim Al-Khatib pour la pensée et les études en 2019[11],[12],
- L’avenue Al Melia (à Hay Riad) a été rebaptisée avenue Abdelkrim El Khatib[13].